# 里卡多·马德拉索
里卡多·德·马德拉索（西班牙語：Ricardo de Madrazo，1852年—1917年）是西班牙画家。

## 家族
里卡多是马德拉索家族的一员。祖父是画家何塞·马德拉索，曾任马德里普拉多博物馆馆长；父亲费德里科·马德拉索、叔叔路易斯·马德拉索和哥哥雷蒙多·马德拉索都是画家；姐姐塞西莉亚嫁给了马里亚·福尔图尼。

## 生平
出生于马德里。早年在家人的指导下学习绘画，后进入马德里皇家圣费尔南多美术学院进行正式学习，师从华金·埃斯帕特尔、里卡多·贝利韦尔和庞西亚诺·庞萨诺。
1866年，通过姐姐认识了画家马里亚·福尔图尼。在福尔图尼与姐姐结婚后，跟随他们来到托萊多和罗马旅行。之后，他和雷蒙多得以在福尔图尼罗马工作室绘画。普法战争期间，他和雷蒙多返回西班牙，在格拉纳达暂居。1874年福尔图尼去世后，他来回于巴黎、马德里和丹吉尔。1884年结婚并在马德里定居。瑪麗亞·克里斯蒂娜女王和威廉·霍华德·塔夫脱总统曾到访过他的工作室。

## 画集

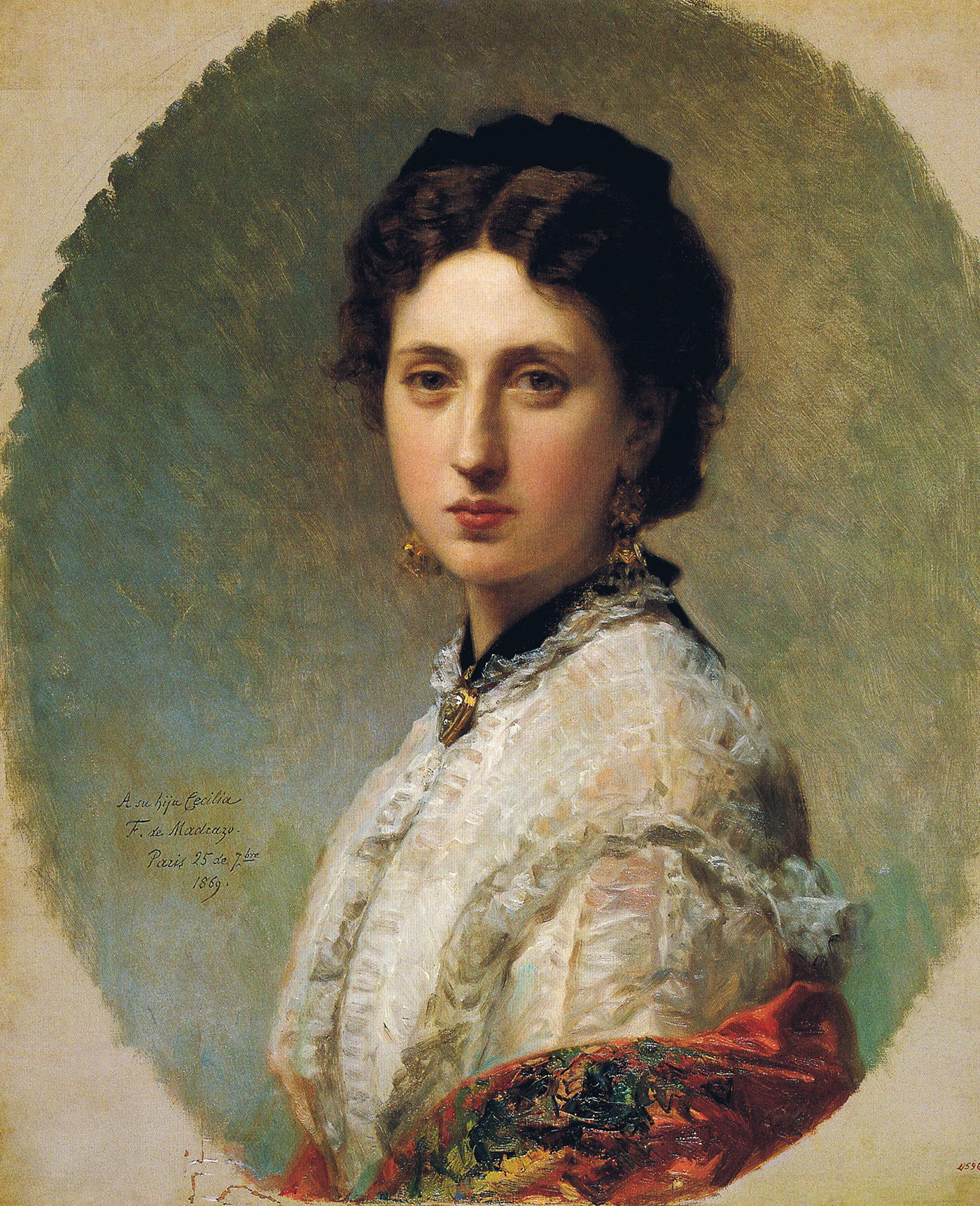
塞西莉亚·马德拉索，1869年
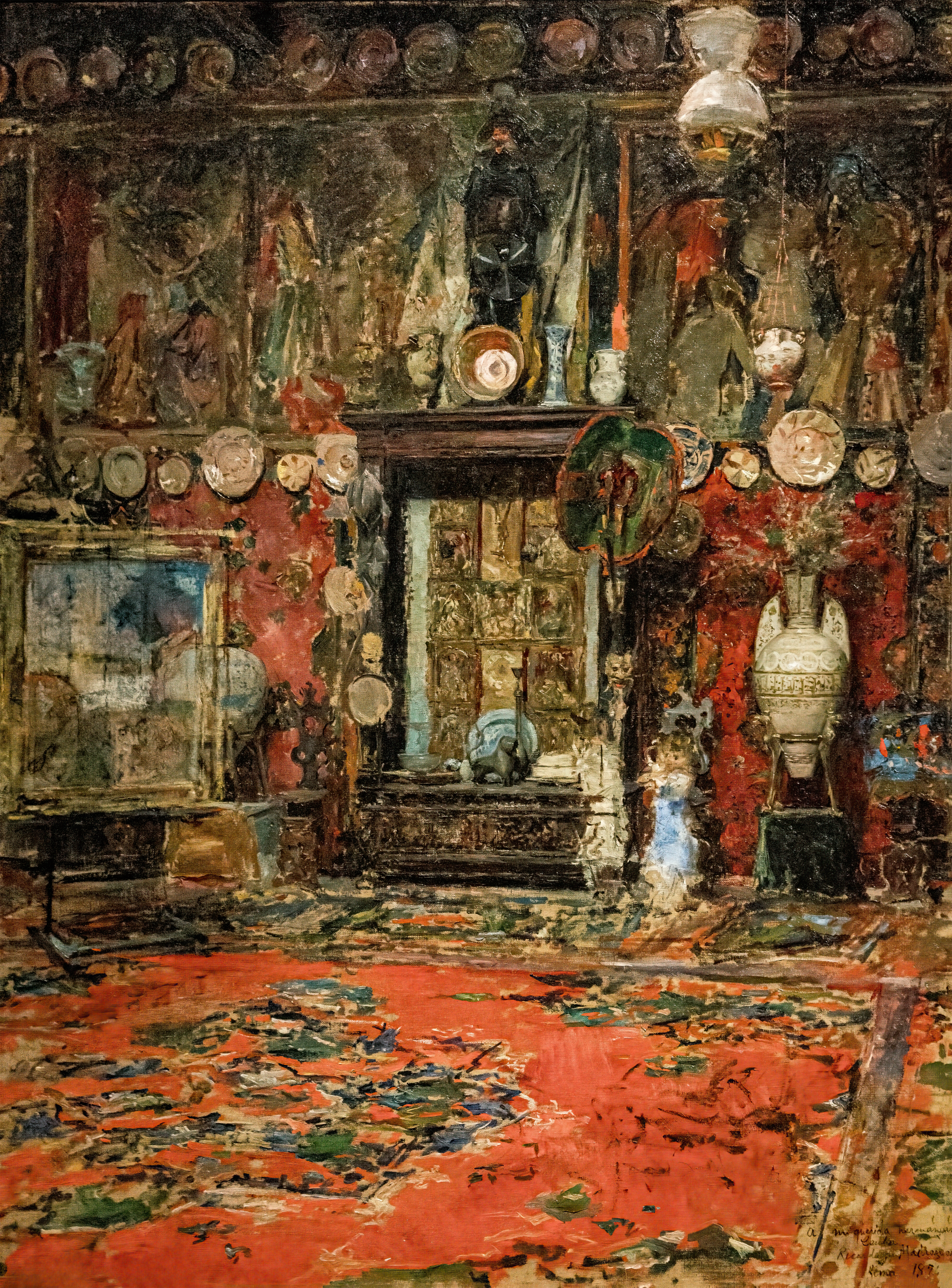
马里亚·福尔图尼的工作室，1874年
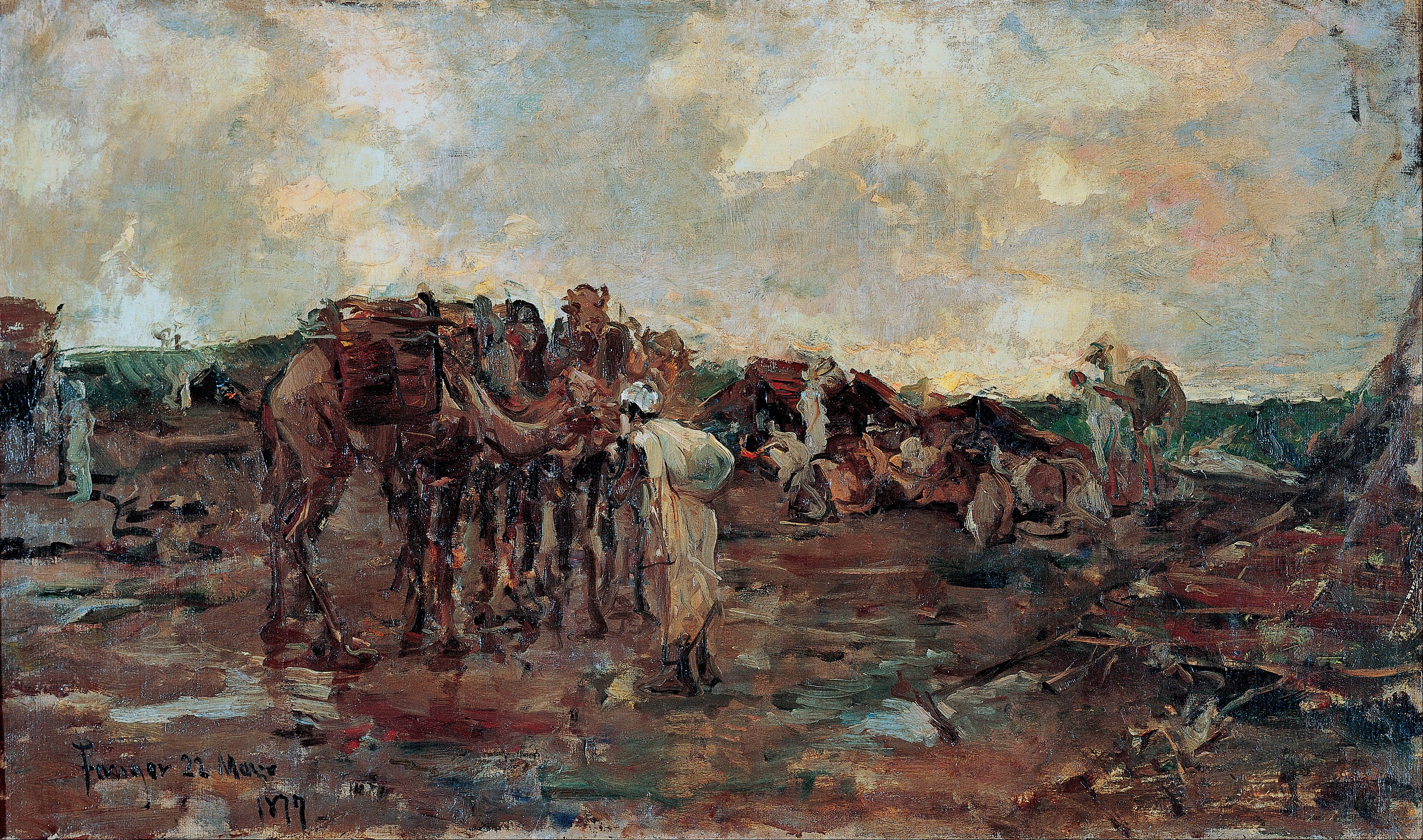
阿拉伯商队的停歇，1877年
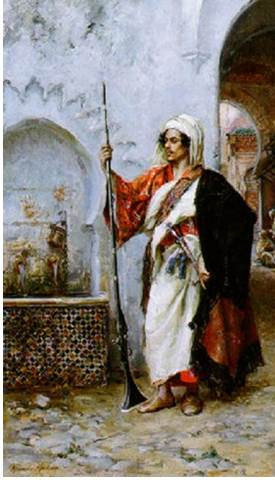
泉边的阿拉伯武士，1878年
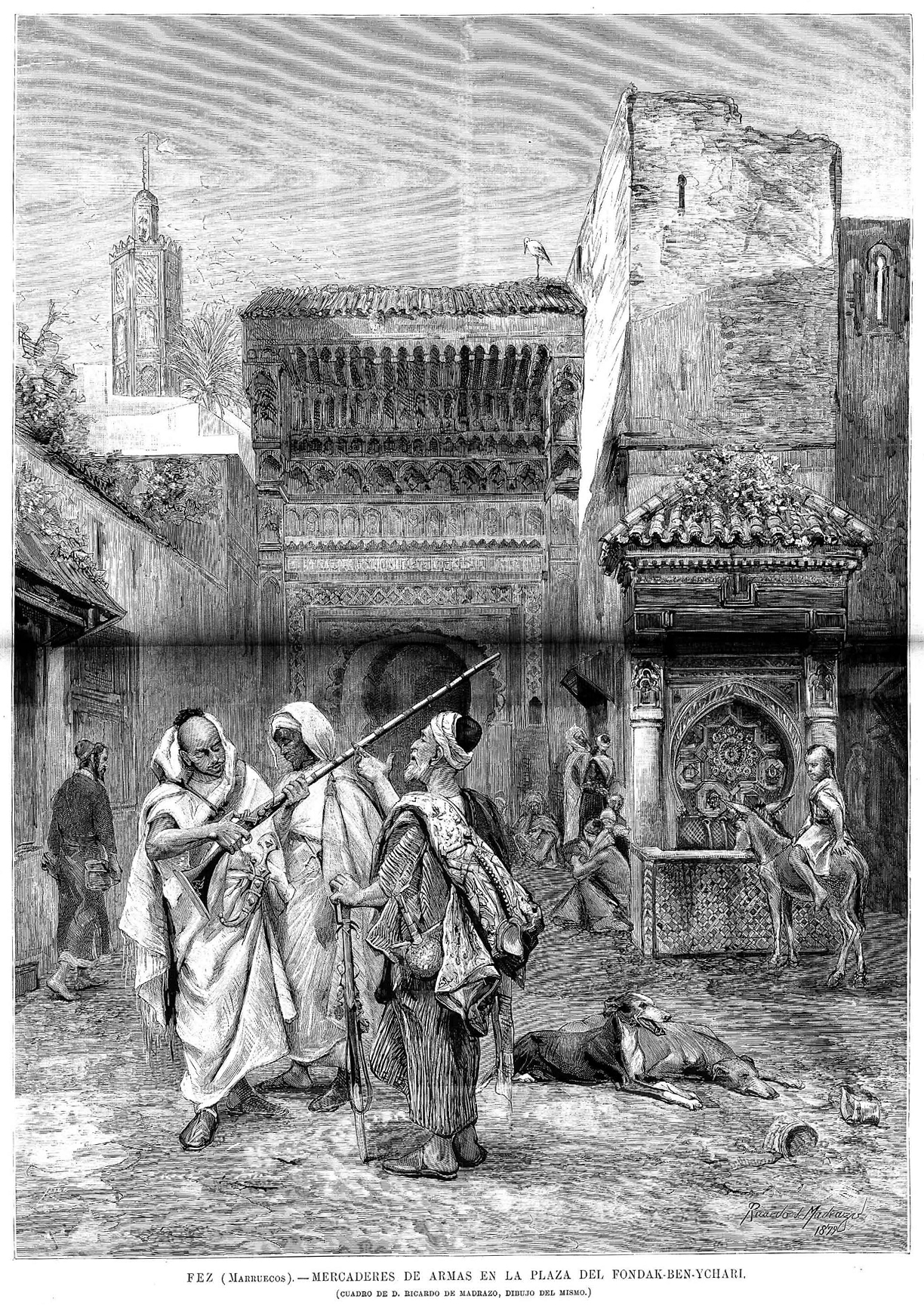
军火市场，1880年
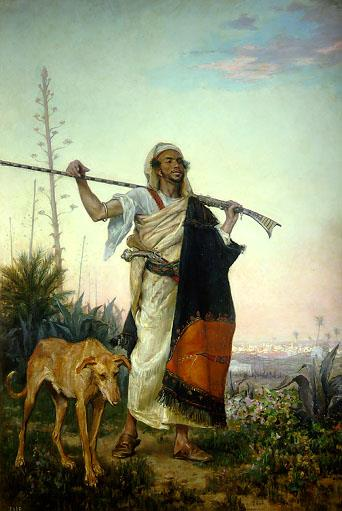
南部的摩尔人，1881年
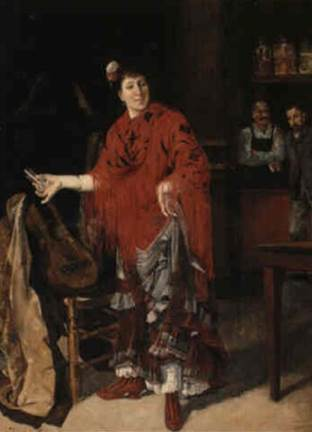
女歌手，1901年
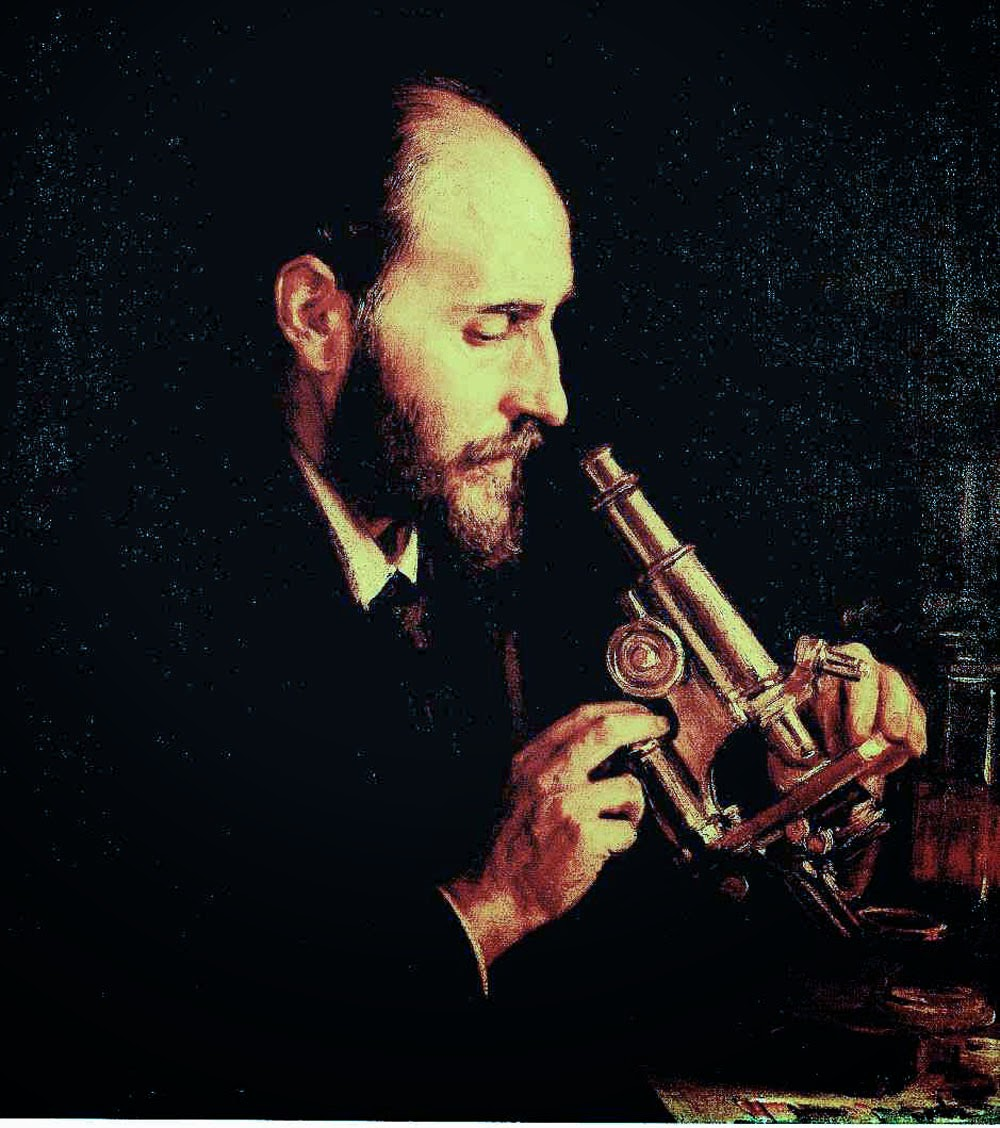
圣地亚哥·拉蒙-卡哈尔，1910年

## 扩展阅读
- Museo Municipal, Los Madrazo, una familia de artistas  (exhibition catalog), Ayuntamiento de Madrid, Concejalía de Cultura, 1985 ISBN 84-505-1298-0